# Kasimpur (Pan), Bidar
Kasimpur (Pan) là một làng thuộc tehsil Bidar, huyện Bidar, bang Karnataka, Ấn Độ.